# Stånga
Stånga is een plaats in de gemeente, landschap en eiland Gotland in de provincie Gotlands län in Zweden. De plaats heeft 342 inwoners (2005) en een oppervlakte van 105 hectare.

## Verkeer en vervoer
Bij de plaats loopt de Länsväg 144.

## Geboren
- Åsa Jakobsson (1966), voetbalster